# Chiesa di San Biagio (Trodena nel parco naturale)
La chiesa di San Biagio è la parrocchiale di Trodena nel parco naturale, in provincia di Bolzano e diocesi di Bolzano-Bressanone; fa parte del decanato di Egna-Nova Ponente.

## Storia
La primitiva cappella di Trodena sorse nell'XI secolo.
Nel XII secolo vennero edificati il campanile e la nuova chiesa, che era in stile romanico.

La parrocchiale fu poi ricostruita in stile gotico.

## Descrizione

### Esterno
La facciata intonacata della chiesa, a capanna, è anticipata da un nartece con copertura in scandole, in cui si apre anteriormente l'accesso a tutto sesto; il prospetto presenta ai lati due contrafforti in pietra e al centro un piccolo rosone, affiancato da due finestrelle a sesto acuto, mentre in sommità si apre un oculo di forma ovale.
Annesso alla parrocchiale è il campanile, la cui base è di origine tardoromanica; la torre accoglie in sommità una tripla cella campanaria, di cui quella inferiore presenta delle bifore, quella intermedia delle trifore e quella superiore delle ampie monofore, mentre a coronamento si eleva una guglia a base quadrata.

### Interno
L'interno dell'edificio si compone di un'unica navata, coperta dalla volta a stella; al termine dell'aula si sviluppa il presbiterio, sopraelevato di tre scalini, voltato a reticolo e chiuso dall'abside di forma poligonale.
Qui sono conservate diverse opere di pregio, tra le quali la statua raffigurante la Beata Vergine della Misericordia e la tela ritraente i Santi Biagio e Sebastiano, eseguita nel 1621 da Orazio Giovanelli.